# امیرحسن یزدگردی
امیرحسن یزدگردی (۱۳۰۶ ـ ۴ فروردین ۱۳۶۵) پژوهشگر و نویسندهٔ ایرانی و استاد دانشگاه تهران بود. او برای نگارش کتاب حواصل و بوتیمار و نیز تصحیح دیوان ظهیرالدین فاریابی دو بار برندهٔ کتاب سال ایران شد. همچنین برای تصحیح کتاب نفثةالمصدور برندهٔ جایزهٔ کتاب سال سلطنتی شد.

## زندگی
امیرحسن یزدگردی در سال ۱۳۰۶ در تهران متولد شد. خانواده او فرهیخته و اهل ادب بودند. امیرحسن تحصیلات ابتدایی و متوسطه‌اش را در مدارس ادیب و مروی تهران گذراند. به سال ۱۳۲۹ مدرک لیسانس زبان و ادبیات فارسی را از دانشسرای عالی و در سال ۱۳۳۶ مدرک دکترای همان رشته را گرفت. یزدگردی در فاصله این سال‌ها، در دبیرستان حکیم نظامی قم، به تدریس مشغول بود و پس از آن به دانشکده الهیات و معارف اسلامی دانشگاه تهران رفت و تا سال ۱۳۶۰ (زمان بازنشستگی‌اش) به شغل تدریس ادامه داد. از فعالیت‌های دیگر وی می‌توان به تحقیق و پژوهش در زمینه زبان و ادبیات فارسی اشاره کرد که حاصل آن تألیف و تصحیح چندین کتاب‌ بوده‌است. تصحیح کتاب نفثةالمصدور اولین کتابی است که در سال ۱۳۴۳ منتشر و به عنوان کتاب سال انتخاب شد. کتاب دیگرش که مولف آن بوده؛ کتاب حواصل و بوتیمار است که در سال ۱۳۷۱ چاپ شد. این کتاب نیز برگزیده کتاب سال جمهوری اسلامی ایران (یازدهمین دوره) گردید. امیرحسن یزگردی برای تألیف این کتاب، ۱۶ سال (از ۱۳۴۹ تا ۱۳۶۴) به پژوهش، تفحص و نگارش پرداخت. وی پس از یک دوره بیماری، در ۴ فروردین ۱۳۶۵ درگذشت. انجمن آثار و مفاخر فرهنگی در سال ۱۳۹۶ مراسم بزرگداشتی برای این پژوهشگر و استاد ادبیات فارسی دانشگاه تهران برگزار نمود که در این مراسم امیرحسن یزدگردی به عنوان یکی از مفاخر ایران زمین معرفی شد.

## آثار
به گفته اصغر دادبه، دو دسته آثار از امیرحسن یزدگردی به‌جای مانده است: آثار غیرمستقل و آثار مستقل.

### آثار غیرمستقل:
آثار و کارهای تحقیقی که با همکاری دیگران انجام شده‌است:
تصحیح ده جلدی دیوان کبیر (غزلیات شمس): با همکاری کریمان و نظارت بدیع‌الزمان فروزانفر
تصحیح کلیله و دمنه: با همکاری مجتبی مینوی

### آثار مستقل:
در زمینه‌های تألیف، تصحیح و تعلیق که مستقلا انجام شده‌است: 

#### تألیف:
حواصل و بوتیمار (کتاب) 
سه مقاله (به دیده انصاف بنگریم، ز عهد صحبت او در میانه یاد آریم، ساز عرفانی ذوالفنون)
حاشیه‌نویسی بر دیوان حافظ، مرزبان‌نامه، جهانگشای جوینی و راحةالصدور

#### تصحیح و تعلیق:
نفثةالمصدور
دیوان ظهیر فاریابی